# Maria Poliduri
Maria Poliduri (gr. Μαρία Πολυδούρη; ur. 1 kwietnia 1902 w Kalamacie, zm. 29 kwietnia 1930) – grecka poetka.

## Życiorys
W swojej twórczości naśladowała styl Kostasa Kariotakisa, w którym była głęboko zakochana. W 1927 zachorowała na gruźlicę w czasie wizyty w Paryżu. Po powrocie do Grecji opublikowała tom wierszy Trele, które gasną. Stan jej zdrowia uległ dalszemu pogorszeniu po samobójczej śmierci Kariotakisa w 1928. Swój stan ducha i osobisty dramat zawarła w drugim zbiorze poezji zatytułowanym Echo w chaosie, opublikowanym w 1929. Rok później zmarła.